# Aniksosaurus darwini
Aniksosaurus darwini era un dinosauro carnivoro appartenente ai celurosauri. Visse nel Cretaceo superiore (Cenomaniano/Turoniano, circa 95 milioni di anni fa) e i suoi resti fossili sono stati ritrovati in Argentina.

## Etimologia
Il nome del genere, Aniksosaurus, significa "lucertola della primavera", in riferimento al periodo dell'anno in cui furono trovati i fossili, cioè il 21 settembre, data di inizio della primavera nell'emisfero australe. L'epiteto della specie, A. darwini, è stato dato in onore di Charles Darwin che visitò la Patagonia nel 1832-33 durante il suo viaggio intorno al mondo.

## Descrizione
Questo dinosauro è noto per cinque esemplari incompleti, rinvenuti in un solo “letto d'ossa” in cui non sono stati ritrovati altri animali fossili. I reperti includono ossa delle zampe anteriori e posteriori, alcune vertebre e ossa iliache. Da questi fossili e dalla comparazione con i fossili di dinosauri simili, i paleontologi sono stati in grado di ricostruire un dinosauro carnivoro lungo un paio di metri e alto circa 70 centimetri, dalla costituzione insolitamente robusta che lo portava a pesare attorno ai 120 kg. Le zampe posteriori erano snelle ma forti.

## Classificazione
I resti di Aniksosaurus furono ritrovati negli anni '90 nella formazione Bajo Barreal, in Patagonia (Argentina), e vennero descritti solo nel 2006 da Martinez e Novas.Aniksosaurus è considerato un rappresentante primitivo dei celurosauri nonostante la tarda apparizione nel Cretaceo avanzato; si pensa fosse più evoluto di Ornitholestes, Compsognathus e Coelurus, ma meno specializzato dei tirannosauroidi e di Oviraptor. 

## Stile di vita
È possibile che questo animale adottasse un comportamento gregario, visto il numero di esemplari conservatisi insieme. I fossili furono trovati in un letto di cenere; evidentemente un vulcano nelle vicinanze stava eruttando quando gli animali morirono.